# Văn học Séc

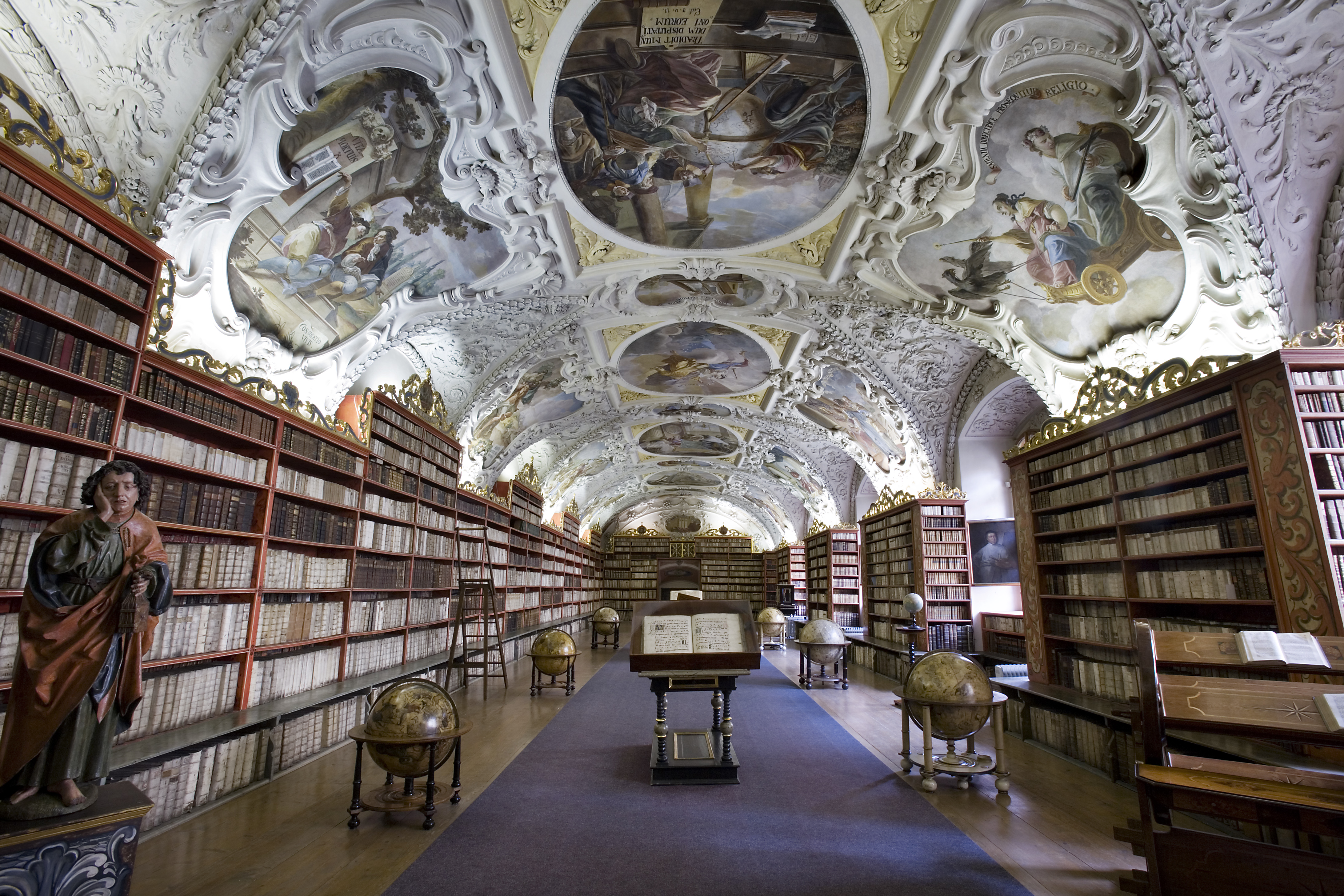
Thư viện Strahov

Văn học Séc là cụm từ để chỉ nền văn học được viết bằng tiếng Séc, tại Cộng hòa Séc (Tiệp Khắc cũ, trước đó là Vùng đất của vương miện Bohemia), Hay bởi người Séc. Hầu hết tác phẩm Cộng hòa Séc hiện nay đều được viết bằng tiếng Séc, nhưng về mặt lịch sử, một bộ phận đáng kể các tác phẩm văn học Séc cũng được viết bằng thứ ngôn ngữ khác, gồm có Latin và tiếng Đức.

## Các tác phẩm Trung Latin

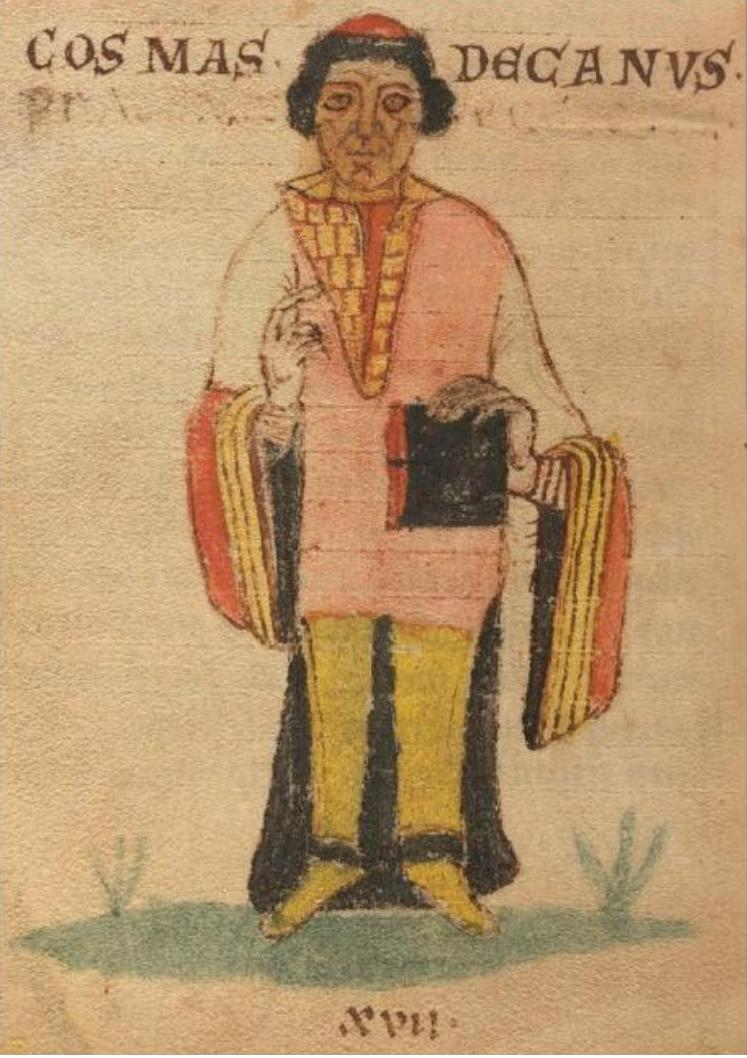
Nhà văn kiêm nhà sử học Cosmas

Bohemia đã được truyền đạo Cơ đốc vào cuối thế kỉ 9 đến thế kỉ 10, các tác phẩm viết tay sơ khai gắn liền với vương quốc Bohemia là những tác phẩm viết tay bằng chữ Trung Latin vào các thế kỉ 12 đến thế kỉ 13 (ngoại trừ Truyền thuyết Cơ đốc giáo của Latin, được đồn là ra đời vào thế kỉ 10 nhưng vẫn còn dấu hiệu đáng ngờ).
Phần lớn các tác phẩm ra đời trong khoảng thời gian này là các cuốn biên niên sử và tiểu sử các vị thánh. Các vị thánh của Bohemia chỉ tập trung vào các bức tượng Bohemia (Sts. Ludmila, Wenceslas, Procopius, Cyril và Methodius, và Adalbert), dù cho nhiều truyền thuyết về các vị thánh Bohemian cũng được viết bởi các tác giả nước ngoài. Cuốn biên niên sử quan trọng nhất thời kỳ này là Chronica Boemorum (Biên niên sử Bohemian) của Cosmas, mặc dù tác phẩm liên hệ các chủ đề với nền chính trị đương đại lúc bấy giờ trong tâm trí, đồng thời cố hợp pháp hóa luật cầm quyền. Tác phẩm của Cosmas đã dược cập nhật và mở rộng bởi nhiều học giả bởi những năm nửa sau của thế kỉ 12 và trong thế kỉ 13.

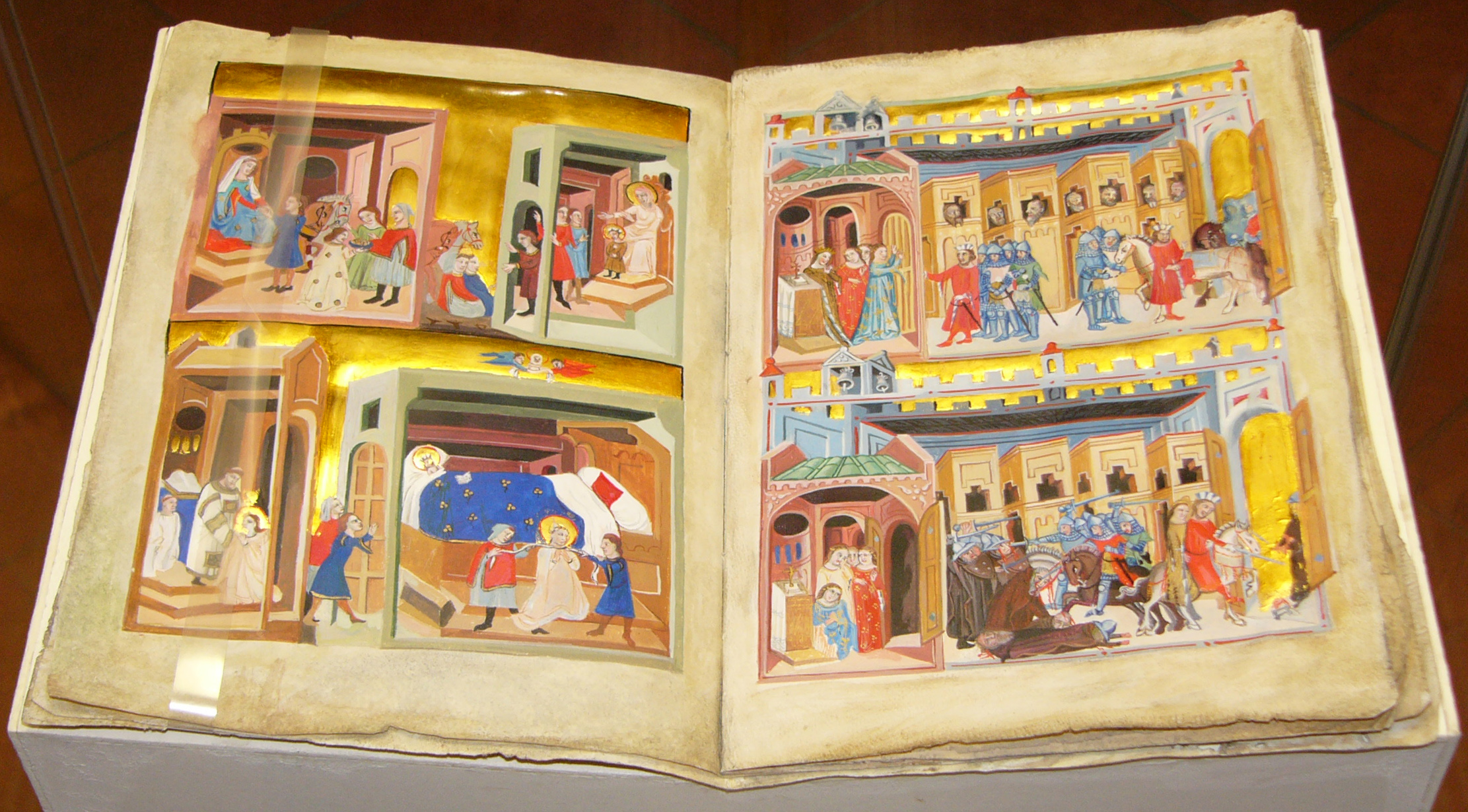
Chronicle of Dalimil

Trong những năm đầu của thế kỉ 13, các nhà cầm quyền Přemyslthe của Bohemia đã mở rộng ảnh hưởng chính trị và kinh tế của họ sang phương Tây, qua đó tiếp xúc với các vương quốc văn hóa và chính trị của Tây Âu. Sự giao lưu văn hóa này được thể hiện rõ trong văn học thông qua sự ra đời của thơ ca phong nhã của Đức hay Minnesang, ở nửa sau của thế kỉ 13. Tuy nhiên sau vụ ám sát Wenceslas III và những biến động tiếp nối trong vương triều vào năm 1306, giới quý tộc Bohemia đã lánh xa văn hóa Đức và tìm đến văn học bằng thứ ngôn ngữ mẹ đẻ của họ. Mặc dù vậy, tiếng Đức vẫn là một thứ tiếng văn học quan trọng ở Bohemia cho đến thế kỉ 19. Loại hình văn học mới này ở Séc chủ yếu là thơ ca sử thi chia làm hai loại: truyền thiết và sử thi hiệp sĩ, cả hai dựa trên những câu chuyện hư cấu từ Kinh Thánh, giống như truyền thuyết về các vị thánh ở những giai đoạn trước đó. Loại hình văn xuôi cũng lần đầu được phát triển trong thời kỳ này: các văn bản hành chính và hướng dẫn, yêu cầu sự phát triển của một vốn từ vựng chuyên ngành và phong phú hơn; các cuốn từ điển tiếng Séc-Latin đầu tiên ra đời từ lúc đấy. Các cuốn biên niên sử mở rộng, trong số đó có cuốn Chronicle of Dalimil và Chronicon Aulae Regiae (Zbraslav Chronicle) là những ví dụ nổi bật nhất, còn loại hình văn xuôi nghệ thuật (ví dụ như Smil Flaška z Pardubic và Johannes von Saaz) cũng đã được sáng tác.

## Các văn sĩ Séc đương đại
- Michal Ajvaz
- Jan Balabán
- Josef Formánek
- Ivan Martin Jirous
- Jiří Hájíček
- Emil Hakl
- Petra Hůlová
- Milan Kundera
- Patrik Ouředník
- Sylvie Richterová
- Jaroslav Rudiš
- Pavel Řezníček
- Petr Stančík
- Michal Šanda
- Jáchym Topol
- Miloš Urban
- Jaroslav Velinský
- Michal Viewegh
- Radka Denemarková
- Jaroslav Čejka[1] (* 1943)

## Giải thưởng văn học của Séc
- Jaroslav Seifert Prize
- Jiří Orten Award
- Magnesia Litera Prize